# Raszówki (Siekierczyna)
Raszówki – część wsi Siekierczyna w Polsce, położona w województwie małopolskim, w powiecie limanowskim, w gminie Limanowa.
W latach 1975–1998 Raszówki administracyjnie należały do województwa nowosądeckiego.